# Colletes babai
Colletes babai là một loài Hymenoptera trong họ Colletidae. Loài này được Hirashima & Tadauchi mô tả khoa học năm 1979.